# هنری دو پاو
هنری دو پاو (هلندی: Henri De Pauw؛ زادهٔ ۲۶ فوریهٔ ۱۹۱۱ - درگذشته نامشخص) بازیکن واترپلو اهل بلژیک بود.